# Monstrul (film din 2018)
Monstrul (titlu original: Monster) este un film american din 2018 regizat de Anthony Mandler.  Rolurile principale au fost interpretate de actorii Kelvin Harrison Jr., Jennifer Hudson, Jeffrey Wright și Jennifer Ehle.   Scenariul a fost scris de Radha Blank, Cole Wiley și Janece Shaffer, după un roman omonim de Walter Dean Myers.
La trei ani de la premiera sa mondială la Festivalul de film Sundance pe 22 ianuarie 2018, filmul a fost achiziționat de Netflix și a fost lansat la 7 mai 2021. A primit, în general, recenzii pozitive din partea criticilor.

## Prezentare
Conform descrierii de pe Netflix: Filmul spune povestea lui Steve Harmon (Kelvin Harrison Jr.), un elev strălucit în vârstă de 17 ani, a cărui lume se prăbușește atunci când este acuzat de o crimă. Filmul urmărește parcursul dramatic al acestui elev inteligent și apreciat din Harlem, care studiază filmul la un liceu de elită și care trece printr-o bătălie juridică dificilă, ce l-ar putea trimite la închisoare pentru tot restul vieții. 

## Distribuție
- Kelvin Harrison Jr. - Steve Harmon
- Jennifer Hudson - Mrs. Harmon
- Jeffrey Wright - Mr. Harmon
- Jennifer Ehle - Maureen O'Brien
- Tim Blake Nelson - Leroy Sawicki
- Rakim "A$AP Rocky" Mayers - James King
- Paul Ben-Victor - Anthony Petrocelli
- John David Washington - Richard "Bobo" Evans
- Nasir "Nas" Jones - Raymond "Sunset" Green
- Jharrel Jerome - Osvaldo Cruz
- Dorian Missick - Asa Briggs
- Willie C. Carpenter - Judge
- Rege Lewis - Ernie Ryans
- Jonny Coyne - Detective Karyl
- Lovie Simone - Renee Pickford
- Liam Obergfoll - Casper Juenemann
- Mikey Madison - Alexandra Floyd
- Nyleek Moore - Jerry Harmon
- Roberto Lopez - Mr. Nesbitt